# Máximo Fernández Alvarado
Máximo Fernández Alvarado (Desamparados, 18 de noviembre de 1858 - San José, 10 de febrero de 1933) fue un político y abogado costarricense. Fue hijo de José Francisco Fernández Quesada y Juana Alvarado Madrigal. Se casó en Alajuela, el 12 de noviembre de 1885 con Julia Soto Rodríguez. En la actualidad, uno de los lugares principales de la Municipalidad de Montes de Oca se denomina en su memoria Plaza Máximo Fernández.

## Estudios
Se graduó como Bachiller en Filosofía y Letras en la Universidad de Santo Tomás a los catorce años (título similar al actual de bachillerato de secundaria) y de abogado en la misma institución en 1881 con la Medalla de Honor al Mérito.

## Publicaciones
Publicó la primera antología poética impresa en Costa Rica, denominada Lira costarricense, en la que recogió numerosas producciones líricas de literatos nacionales.

## Actividad profesional
Abogado de gran éxito, en 1908 construyó para su residencia el Castillo Azul, que fue casa presidencial de 1914 a 1920 y a fines del siglo XX se convirtió en sede del directorio legislativo.

## Cargos públicos
Fue Secretario de Gobernación, Policía y Fomento del 3 de agosto de 1888 al 30 de abril de 1889, durante el gobierno de don Bernardo Soto Alfaro. Fue varias veces diputado por la provincia de San José y presidió el Congreso Constitucional de 1913 a 1914 y de 1916 a 1917.

## Actividad política
Fue uno de los principales líderes del Partido Republicano, con de una ideología que combinaba doctrinas liberales en lo político y cierto populismo difuso. En 1893 fue precandidato a la presidencia de la República. Fue candidato a la presidencia de la República en las elecciones costarricenses de 1902, 1906 y 1913. En varias oportunidades estuvo exiliado por razones políticas.
En enero de 1917, con motivo del golpe militar de Federico Tinoco Granados, que frustró su posible postulación para las elecciones presidenciales de diciembre de ese año, se asiló en la Legación de los Estados Unidos, pero poco después pudo salir libremente y regresar a su casa. A partir de entonces se mantuvo retirado de la política.